# 乱戦!ポケモンスクランブル
『乱戦!ポケモンスクランブル』（らんせんポケモンスクランブル）は、アンブレラが開発し、株式会社ポケモン・任天堂より2009年6月16日に配信されたWiiウェアソフト。アメリカでは同年11月16日、ヨーロッパでは同年11月20日に発売された。

## 概要
『ポケットモンスター』を題材としたアクションゲームで、ゼンマイで動くポケモンのおもちゃを操作してバトルを行う。
様々なステージがあり、ステージで敵ポケモンとバトルし、ダウンさせることで自分の仲間にすることができる。ステージの終わりには強力な技を使うボスポケモンがいる。条件を満たすと、バトルロイヤルへの参加が可能となり、仲間にしたポケモンと共に勝ち進めていく。
日本のWiiウェアのダウンロード数では上位（一時期はダウンロード数1位）の常連作品となっており、Wii『みんなのニンテンドーチャンネル』における「みんなのおすすめ」ではシルバーランク（ユーザー採点の平均が90~85点）を獲得し、海外においても欧米における2009年のWiiウェアの売り上げで3位を記録しているなど、高い売上・評価を得ている。
2011年8月11日にニンテンドー3DSで続編『スーパーポケモンスクランブル』が発売された。
2013年4月24日にWii U向けのダウンロード専用タイトル『ポケモンスクランブル U』が配信された。
2015年4月8日にニンテンドー3DSで『みんなのポケモンスクランブル』が配信された。

## ストーリー
最強のポケモンを決定するバトルロイヤルに参加したいコラッタは偶然にもバトルロイヤル会場にもぐりこむことに成功し、バトルロイヤルに参加する。しかし、あっけなく倒されてしまう。
プレイヤーはまずこのコラッタを操作し、バトルロイヤルに勝ち抜けそうなポケモンを集めることになる。

## システム
ポケモンを操作し、敵のポケモンをひたすら蹴散らしていくのがこのゲームの基本となる。
バトルパートは大まかに前述の「ステージ」と「バトルロイヤル」のふたつに大別され、ステージで強力なポケモンを仲間にし、仲間にしたポケモンでバトルロイヤルを勝ち抜き、さらに上のグレードを目指す、というのがゲームの大まかな流れとなる。

### ポケモンについて
本作のポケモンはおもちゃという設定のため、強さが一切変動しない。唯一、技を覚えさせることのみが強化点となっている。グレードが上がるとそれ以前のポケモンでは歯が立たなくなることが多く、次々に使用ポケモンを乗り換えていくという点ではほかのポケモンシリーズと一線を画する。
また、まれにとおりなを持ったポケモンが仲間になり、とおりなに応じた特殊能力が付加される（移動速度が上がる「かいそく」等）。

### 戦闘のシステム
ポケモンの操作方法は方向キーによる移動、ボタンで二つのわざを繰り出す、ポケモンを交代する、というシンプルなものになっている。わざは本編に登場したものと同じものが採用され、「どく」や「ねむり」といった状態異常も健在（ただし、本編とは異なる効果も多い）。

## 難易度
本ゲームは3つの難易度で構成されている。最初はノーマルしか選べないが、ノーマルをクリアするとアナザー、アナザーをクリアするとエクストラが選択できるようになる。

### ノーマル
通常の難易度。グレードC～グレードSの四つのグレードで構成される。『ポケットモンスター 赤・緑』で登場したポケモンたちが登場する。

### アナザー
高難易度モード。ノーマルグレードSのバトルロイヤルを制覇すると開放され、こちらもグレードC～グレードSの四つのグレードで構成される。『ポケットモンスター ダイヤモンド・パール』で初登場したポケモンと『ポケットモンスター プラチナ』のシンオウ図鑑に登録される『赤・緑』のポケモンが登場する。グレードの合間で語られるストーリーはノーマルと同一。なお、グレードSの最終ボスはノーマルと同じくミュウツーとなっている。

### エクストラ
最難モード。アナザーグレードSのバトルロイヤルを制覇すると開放される。グレードはEXのみで、ストーリーも存在しない。これまでに出てきたすべてのポケモンが登場する。バトルロイヤルは4種類のコースから選択する形式となっている。

## ゲームモード

### ターミナル
冒険の基点となる場所。ポケモンと分かれたり、逆に仲間を募集したり、わざを覚えたりと様々な施設が用意されている。ここに戻ると消耗したポケモンのHP等が全快する。グレードが上がるごとに仲間にできるポケモンの強さや覚えることができるわざの内容もグレードアップしていく。
施設では通貨「P」を消費することで利用できる。
なかま ぼしゅう
赤い屋根の建物。Pを払うことで現在いるグレードに登場するポケモンがランダムで1匹仲間になる。チケットを使えば指定のポケモンを仲間にできる。どちらも強さはグレードに依存する。あいことばを使って仲間にすることもできる。
なかまと わかれる
青い屋根の建物。現在所持しているポケモンと別れる。別れたポケモンの強さや数に応じてPをもらうことができる。進化するポケモン・進化したポケモンで同じポケモン5匹と別れると進化前・進化後のポケモンを仲間にできるチケットをもらうことができる（例：フシギダネ5匹と別れる→フシギソウチケット フシギソウ5匹と別れる→フシギバナチケット フシギバナ5匹と別れる→フシギダネチケット）。また特定の組み合わせで貰えるチケットも存在する（例：イーブイの進化系ポケモン＋ロトム→フォルムチェンジ後のロトム）。この方法でしか仲間にできないポケモンも少数ながら存在する。
わざを おぼえる
ガシャガシャ型の建物。Pを支払うことでランダムでひとつ技を覚えることができる。グレードが上がるたびに覚える技のバリエーションも増えていくが、要求されるPも値上がりしていく。
Wiiリモコンだしいれ
Wiiリモコン型の建物。Wiiリモコンに最大12匹までポケモンを連れて行き、別のセーブデータで使用できる。ただし、エクストラを開放するまではわざをおぼえることができない、グレードに応じて強さ制限がかかるなどいくつか制限がかかる。エクストラ解放後はWiiリモコンに保存されたポケモンを送るといったこともできるようになる。
みんなであそぶ
複数人でマルチプレイできるようにする施設。Wiiリモコンに保存されたポケモンも使用できる。
コレクション
王冠型の建物。これまで仲間にしたポケモンを確認できる。色違いやフォルムチェンジで姿が異なるポケモンも確認できる。
インフォメーション
これまでのプレイ状況を確認できる。

### ステージ
まずはここで仲間やPを集めることとなる。わらわらと出現するポケモンを次々になぎ倒していき、最後に登場する通常より巨大化した「ボスポケモン」を倒せばステージクリア。
敵ポケモンは倒すとPに変化するが、たまにPに変化せず動きを停止するだけのポケモンがいる。このポケモンは仲間にすることができ、直後から自分で使用することができる。ボスポケモンも同様に通常サイズで仲間になることがある。
グレードが上がることでステージの長さ、ポケモンの強さ、Pの獲得量が変わる。

#### 挑戦できるステージ
しずかのもり
森林が舞台となるステージ。ノーマルタイプ、くさタイプ、むしタイプが主に出現する。
かぜのだいそうげん
風車が並ぶ草原が舞台。ノーマルタイプ、ひこうタイプ、くさタイプが主に出現する。
いわけずりのどうくつ
洞窟が舞台のステージ。いわタイプ、じめんタイプ、みずタイプが主に出現する。
ほのおのようこうろ
灼熱の溶鉱炉が舞台のステージ。ほのおタイプ、でんきタイプ、かくとうタイプが主に出現する。
ひかりのなぎさ
浜辺が舞台のステージ。みずタイプ、こおりタイプが主に出現する。
えいえんのとう
薄暗く、不気味な建築物が舞台。どくタイプ、ゴーストタイプ、エスパータイプのポケモンが主に出現する。

### バトルロイヤル
ある一定以上の強さを持つポケモンを仲間にすると入場可能になるバトルモード。制限時間内に自分を除く全てのポケモンを戦闘不能にすると勝利。
このモードに登場するポケモンはステージに登場するものより強めに設定されており、敵同士でもかまわず戦い続ける。
自分で敵を倒すと制限時間延長のアイテムを落とす。
バトルの節目にはボスポケモンが複数登場する。このボスポケモンは通常の大きさで普通の技を使うが、ほかの参加者とは比べ物にならない実力を誇り、次々と敵を蹴散らしていく。また、ボスポケモン同士で戦闘に入ることも多い。
このボスポケモンは「本編で最初に博士からもらえるポケモン」、「イーブイが進化した姿」、「通信交換で進化する」等ある程度の共通性がある。
全ての敵を倒すとステージクリアとなり、次のグレードへの道が開かれる。

## 登場ポケモン
『ポケットモンスター 赤・緑』に登場したミュウを含む151匹のポケモンと、『ポケットモンスター ダイヤモンド・パール』で初登場した106匹（アルセウスを除く）、計257匹のポケモンが登場する。

## あいことば
本作ではあいことばを使用することで特定のポケモンを仲間にすることができる。あいことばは説明書や雑誌、『ポケモン☆サンデー』等の各メディアで公開され、現在では全てのあいことばが公式ホームページにて公開されている。『ぶちょう』等あいことば限定のとおりなもある。